# Hatch, Novi Meksiko
Hatch je selo u okrugu Doña Ani u američkoj saveznoj državi Novom Meksiku. Prema popisu stanovništva SAD 2010. u Hatchu je živjelo 1648 stanovnika. 

## Zemljopis
Nalazi se na 32°39′54″N 107°9′31″W / 32.66500°N 107.15861°W (32.664919, -107.158668). Prema Uredu SAD-a za popis stanovništva, zauzima 8,0 km2 površine, sve suhozemne.
Četiri milje južno od Hatcha nalazi se područje studije divljine Gorje Las Uvas.

## Promet
U Hatchu je sjeverni izlaz s državne ceste Novog Meksika br. 185, gdje je zapadni izlaz s državne ceste Novog Meksika br. 154 i na državnu cestu Novog Meksika br. 26. 

## Stanovništvo
Prema podatcima popisa 2000. u Hatchu bilo je 1673 stanovnika, 538 kućanstava i 402 obitelji, a stanovništvo po rasi bili su 46,03% bijelci, 0,36% afroamerikanci, 0,96% Indijanci, 0,24% tihooceanski otočani, 50,03% ostalih rasa, 2,39% dviju ili više rasa. Hispanoamerikanaca i Latinoamerikanaca svih rasa bilo je 79,20%.

## Vanjske poveznice
- Službene stranice